# 小行星13031
小行星13031（13031 Durance）是一颗绕太阳运转的小行星，为主小行星带小行星。该小行星于1989年9月发现。

## 轨道参数
小行星13031的轨道半长轴为389 390 220 km（2.6028758 UA），离心率为0.129。